# Gino Cantone
Luigi Natale (Gino) Cantone (Robbio, 21 juli 1917 -  Novara, 6 november 1997) was een Italiaans schermer.
Cantone won met zijn ploeggenoten tijdens de Olympische Zomerspelen 1948 de zilveren medaille met het degenteam. Cantone stond niet ingeschreven voor het individuele toernooi, maar door een voetblessure van zijn ploeggenoot Dario Mangiarotti mcht Cantone toch deelnemen. Cantone won uiteindelijk de gouden medaille in het individuele toernooi.

## Resultaten

### Olympische Zomerspelen
| Jaar | Plaats | Resultaten       |
| ---- | ------ | ---------------- |
| 1948 | Londen | degen degen team |

### Wereldkampioenschappen schermen
| Jaar | Plaats   | Resultaten |
| ---- | -------- | ---------- |
| 1947 | Lissabon | degen team |
| 1949 | Caïro    | degen team |

1900: Ramón Fonst ·
1904: Ramón Fonst ·
1908: Gaston Alibert ·
1912: Paul Anspach ·
1920: Armand Massard ·
1924: Charles Delporte ·
1928: Lucien Gaudin ·
1932: Giancarlo Cornaggia-Medici ·
1936: Franco Riccardi ·
1948: Gino Cantone ·
1952: Edoardo Mangiarotti ·
1956: Carlo Pavesi ·
1960: Giuseppe Delfino ·
1964: Grigori Kriss ·
1968: Győző Kulcsár ·
1972: Csaba Fenyvesi ·
1976: Alexander Pusch ·
1980: Johan Harmenberg ·
1984: Philippe Boisse ·
1988: Arnd Schmitt ·
1992: Éric Srecki ·
1996: Aleksandr Beketov ·
2000: Pavel Kolobkov ·
2004: Marcel Fischer ·
2008: Matteo Tagliariol · 
2012: Rubén Limardo · 
2016: Park Sang-young · 
2020: Romain Cannone · 
2024: Koki Kano